# José Castañeda
José Luis Castañeda (* 29. März 1952) ist ein ehemaliger mexikanischer Radrennfahrer und nationaler Meister im Radsport.

## Sportliche Laufbahn
Castañeda war im Straßenradsport und im Bahnradsport aktiv und Teilnehmer der Olympischen Sommerspiele 1976 in Montreal. Im olympischen Straßenrennen schied er aus. Im Mannschaftszeitfahren kam das mexikanische Team mit José Castañeda, Rodolfo Vitela, Ceferino Estrada und Francisco Huerta auf den 18. Rang.
Bei den Panamerikanischen Spielen 1975 holte er mit Rodolfo Vitela, Francisco Huerta und Ceferino Estrada die Goldmedaille im Mannschaftszeitfahren. Bei den Zentralamerika- und Karibikspielen 1978 gewann er die Goldmedaille im Mannschaftszeitfahren. 1973 holte er einen Etappensieg in der Vuelta a Costa Rica. 1976 siegte er im Etappenrennen Carrera Transpeninsular vor Francisco Huerta, 1980 holte er dort einen Etappensieg.